# Keleti szakállasagáma
A keleti szakállasagáma (Pogona barbata) a hüllők (Reptilia) osztályának pikkelyes hüllők (Squamata) rendjébe, ezen belül a gyíkok (Sauria vagy Lacertilia) alrendjéhez, a leguánalakúak (Iguania) alrendágához és az agámafélék (Agamidae) családjához tartozó gyík faj.
Időnként terráriumokban találkozhatunk vele.

## Előfordulása
Ausztrália keleti, erdős területeit lakja a nagyon hűvös régiók és Cape York kivételével.

## Megjelenése
Teste viszonylag karcsú. Nagyon hasonlít az északi szakállasagámára, de gégéjén haránt irányú tüskesor húzódik át. A test két oldalán végigfutó tüskés pikkelysor a hátsó végtagok mentén folytatódik. Színe világos szürke, illetve sárgásszürke, szabálytalan alakú foltokkal és farkán keresztirányú sávokkal. Hasa fehér, fekete pettyezekkel. A kifejlett példány akár 55 cm hosszú is lehet – ebből mintegy 25 cm a farok.